# Địa điểm chiến thắng chốt chặn Tàu Ô
| Địa điểm chiến thắng chốt chặn Tàu Ô | Địa điểm chiến thắng chốt chặn Tàu Ô |
| ------------------------------------ | ------------------------------------ |
|                                      |                                      |
| Phân loại                            | Di tích lịch sử cách mạng            |
| Phân cấp                             | Di tích cấp quốc gia                 |
| Năm xếp hạng                         | 2012                                 |
| Xã                                   | Tân Khai                             |
| Huyện                                | Hớn Quản                             |
| Tỉnh                                 | Bình Phước                           |
| Quốc gia                             | Việt Nam                             |

Di tích địa điểm chiến thắng chốt chặn Tàu Ô thuộc xã Tân Khai, huyện Hớn Quản, tỉnh Bình Phước, được Bộ Văn hóa, Thể thao và Du lịch Việt Nam công nhận xếp hạng di tích lịch sử quốc gia vào năm 2012.

## Lịch sử hình thành
Di tích địa điểm chiến thắng chốt chặn Tàu Ô đã ghi dấu một trong những giai đoạn ác liệt nhất trong Chiến tranh Việt Nam. Sau chiến thắng ở Trận Lộc Ninh và Mặt trận Dân tộc Giải phóng miền Nam Việt Nam đã chiếm lĩnh được Lộc Ninh. Nhằm bảo vệ và giữ vững vùng giải phóng Lộc Ninh trong năm 1972, họ đã chống lại Quân lực Việt Nam Cộng Hòa và Không quân Hoa Kỳ. Trong cuộc chiến khốc liệt ấy, trên 1.000 người của Sư đoàn 7, Quân đoàn 4 và lực lượng vũ trang địa phương chết và trong chiến dịch Nguyễn Huệ năm 1972, trên 5.000 dân thường của huyện Bình Long, Hớn Quản, Chơn Thành cũng mất mạng trong giai đoạn chiến dịch diễn ra.
Nhằm tri ân liệt sĩ Quân đội nhân dân Việt Nam đã hy sinh tại chốt chặn Tàu Ô năm 1972. Tỉnh Bình Phước cùng với Sư đoàn 7, Quân đoàn 4 và các tỉnh (thành phố) lân cận, thân nhân các liệt sĩ Quân đội nhân dân Việt Nam đã xây dựng Cụm tượng đài, ghi dấu chiến thắng chốt chặn Tàu Ô tại xã Tân Khai, huyện Hớn Quản.

## Quy mô di tích
Công trình tượng đài Chiến thắng Chốt chặn Tàu Ô với tổng diện tích 11.451,7m2 bao gồm: Tượng đài chiến thắng Tàu Ô, Nhà Tưởng niệm, các hạng mục phụ trợ như cổng chào, chòi bát giác, sân, lối đi...
- Tượng đài chiến thắng Tàu Ô: cao 15,5m, bệ tượng bằng bê tông ốp đá hoa cương. Tượng đài có bệ tượng thể hiện 1 hình khối tam giác, một mũi tiến công, một bức tường thép. Khối âm xuống thể hiện giống chiếc hầm chữ A vững chắc, kiên cường bảo vệ bộ đội trước mưa bom bão đạn. Phần bệ cao của tượng biểu tượng như một trụ mốc biên giới của vùng giải phóng mà đối phương bất khả xâm phạm. Trên biểu tượng ký hiệu chốt chặn trong quân đội và phần chữ “150 ngày đêm”. Phần tượng đài thể hiện sự hiệp đồng tác chiến của Quân đội nhân dân Việt Nam, Quân Giải phóng miền Nam Việt Nam, dân quân, du kích và nhân dân địa phương trong cuộc chiến đấu ác liệt suốt 150 ngày đêm bám chốt diệt đối phương. Phần phù điêu dưới bệ tượng gồm có 2 bức: Bức thứ nhất bên phải tượng đài thể hiện sự hiệp đồng tác chiến của các binh chủng lực lượng chủ lực. Bức thứ hai bên trái tượng đài thể hiện sự hiệp đồng tác chiến giữa bộ đội chủ lực Quân đội nhân dân Việt Nam và lực lượng quân, dân địa phương Mặt trận Dân tộc Giải phóng miền Nam Việt Nam.
- Nhà tưởng niệm: nhìn tổng thể giống ngôi đình làng truyền thống của người Việt có diện tích 375m2, được xây dựng theo kiểu 3 gian, 2 chái. Bên ngoài có hành lang rộng, bao quanh bởi 12 cột vuông bằng bê tông. Không gian bên trong được chịu lực bởi hai cột bằng bê tông, bốn bức tường xây có hệ thống cửa sổ và 1 cửa chính 4 cánh. Bên trong Nhà tưởng niệm là nơi thờ tự, phía sau gắn bia ghi danh gần 951 liệt sĩ bộ đội chủ lực Quân đội nhân dân Việt Nam và 25 liệt sĩ thuộc các lực lượng vũ trang địa phương thuộc Quân Giải phóng miền Nam Việt Nam. Mái Nhà tưởng niệm đổ bê tông dán ngói đỏ mũi hài. Trên đỉnh mái được đắp nổi tượng lưỡng long chầu nhật. Bốn đầu đao mái uốn cong có tượng rồng đắp nổi.
- Xung quanh di tích có lối đi rộng bằng bê tông và có vườn hoa, cây cảnh, có chòi bát giác nghỉ chân cho khách đến thăm, viếng.[4]